# 溫納貝戈鎮區 (明尼蘇達州休斯頓縣)
溫納貝戈鎮區（英語：Winnebago Township）是位於美國明尼蘇達州休斯頓縣的一個行政鎮區。

## 地方資料
溫納貝戈鎮區的面積為91.19平方千米，當中陸地面積為91.01平方千米，而水域面積為0.18平方千米。根據2020年美國人口普查的數據，當地共有人口227人，而人口密度為每平方千米2.49人。